# ヴァレンティン・ポエナル

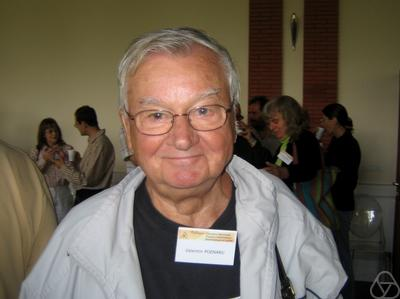

ヴァレンティン・ポエナル（Valentin Poénaru、1932年 - ）はルーマニアに誕生し、フランスに亡命した数学者。専門分野は低次元位相幾何学（low-dimensional topology）。
ルーマニアの首都ブカレストに生まれ、ブカレスト大学の学部生となる。1962年にスウェーデンのストックホルムで開催された国際数学者会議に参加した後、ルーマニアには帰国せず渡仏。翌1963年にパリで博士号を取得した。その後4年間はアメリカ合衆国のハーバード大学やプリンストン大学、プリンストン高等研究所などで活動し、1967年にフランスに帰還。2001年までパリ第11大学（パリ大学オルセー校）の教授を務める。
プリンストン時代に出会ったクリストス・パパキリアコプロスの影響でポアンカレ予想の研究に着手し、以降半世紀近くに渡りその研究を続けている。